# Issie Barratt
Issie Barratt (* 29. November 1964) ist eine britische Komponistin und Baritonsaxophonistin, die vor allem durch ihre Werke für Big Band und ihre Beiträge für die akademische Jazzausbildung bekannt wurde.

## Wirken
Barratt baute 1999 die Jazzfakultät am Trinity College of Music auf, die sie bis 2004 leitete. Sie ist dem College jetzt als Senior Fellow verpflichtet. Sie leitete Ensembles dieser Einrichtung, aber auch die Conservatoires UK Big Band seit 2003. 2006 gründete sie das National Youth Jazz Collective, dem sie bis heute vorsteht. Weiterhin ist sie die künstlerische Leiterin der National Youth Jazz Summer School. Barrett leitete auch Projekte an der Royal Academy of Music, dem Royal Northern College of Music und dem Royal College of Music. Auch beteiligte sie sich mit Veröffentlichungen an der Jazzforschung.
Barratt erfüllte Kompositionsaufträge unter anderem für das Philharmonia Orchestra, The Orchestra of the Age of Enlightenment, Bohuslän Big Band, Scottish National Jazz Orchestra, The PRS Foundation for New Music, Delta Sax Quartet, 4th Dimension String Quartet, Voice of the North, North Cheshire Wind Orchestra, Vortex Foundation Big Band, Trinity College of Music’s Contemporary Jazz Ensemble, Conservatoires UK Big Band und Youth Music.
2014 wurde Barratt als „Jazz Educator of the Year“ bei den Parliamentary Jazz Awards ausgezeichnet.

## Diskographische Hinweise
- Issie Barratt’s Interchange: Donna’s Secret (Fuzzy Moon, 2020; mit Jessica Radcliffe bzw. Brigitte Beraha, Laura Jurd, Helena Kay, Rosie Turton, Shirley Smart, Karen Street, Charlie Pyne, Katie Patterson bzw. Jas Kayser sowie Nikki Iles, Zoe Rahman u. a.)
- Issie Barratt’s Meinrad Iten Suite Songs: 11 musical settings of paintings by Meinrad Iten (Fuzzy Moon, 2011; mit Rowland Sutherland, Mick Foster, Mark Donlon)
- Astral Pleasures (Fuzzy Moon, 2008)

Unter anderen Namen
- Jaqee & Bohuslän Big Band: Letter to Billie (2008; Titel: Strange Fruit)
- Delta Saxophone Quartet: Dedicated to You ... But You Weren't Listening: The Music of Soft Machine (Moonjune Records 2007; Titel: Somehow with the Passage of Time)
- Vortex Foundation Big Band Charybdis (2004; Titel: Show Time)
- Jools Holland The Full Complement (2003, als Instrumentalistin)